# Alano de la Roca
Beato Fray Alano de la Roca, también conocido como Alano de Rupe, Alanus de Rupe, o por su nombre en francés, Alain de La Roche, (Sizun, c. 1428 – Zwolle, 1475) fue un dominico bretón, considerado el primer gran difusor del uso devocional del rosario, denominado entonces Psalterio de la Virgen. 
Nació en Bretaña en torno a 1428. Ingresó en la Orden de Predicadores a los 22 años, y fue transferido a la rama neerlandesa en 1464.
Fue conocido popularmente por ciertas apariciones y visiones, y como predicador del rosario y de su espiritualidad, en cuya difusión tuvo un éxito considerable. Fomentó el asociacionismo de seglares en torno al rosario, fundando cofradías donde imponía el rezo diario de 150 avemarías. Fundó la primera confraternidad del rosario en Douai en 1470.
Murió -ya venerado como beato- el 8 de septiembre de 1475 en Zwolle, precisamente el día en que el dominico Jacobo Sprenger fundó la influyente cofradía del rosario de Colonia. Alano de la Roca fue sepultado allí, y en su honor se levantó un mausoleo. Con Alano de la Roca y Jacobo Sprenger entre otros, el rosario se consolidó y adquirió su conformación y primera expansión.
Su festividad se celebre el 25 de noviembre.